# Adrian Dantley
Adrian Delano Dantley (Washington D. C., 28 de febrero de 1956) es un exjugador de baloncesto estadounidense que destacó profesionalmente en la década de 1980 y que disputó 15 temporadas en la NBA. Con 1,96 metros de altura, jugaba de escolta.

## Trayectoria deportiva

### Universidad
Perteneció durante 3 años a la prestigiosa Universidad de Notre Dame, donde se puso de manifiesto su faceta anotadora, llegando a liderar a su equipo con porcentajes de 30,4 y 28,6 puntos en sus dos últimas temporadas. Tampoco descuidó su faceta reboteadora, consiguiendo casi 10 rebotes por partido en tuda su etapa universitaria. Fue nombrado Jugador del año en 1976. Fue elegido para acudir con la selección de baloncesto de Estados Unidos a los Juegos Olímpicos de Montreal 76, donde ganaron el oro. En 1975 y 1976 fue incluido en el primer equipo All-American.

### Profesional
Fue elegido en el draft de 1976 por Buffalo Braves, en la sexta elección de la primera ronda. En esa su primera temporada entre los grandes, promedió 20,3 puntos y 7,6 rebotes, lo que le valió ser nombrado Rookie del año. a pesar de esas cifras, fue traspasado a Indiana Pacers la siguiente temporada, donde apenas media temporada, recalando en Los Angeles Lakers. Al año siguiente, por fin consiguió algo de estabilidad al frmar por los Utah Jazz, donde permaneció por espacio de 7 temporadas, promediando en 4 de ellas consecutivas más de 30 puntos por partido, siendo el máximo anotador de la liga en 1981 y 1984. De allí pasó a Detroit Pistons, y posteriormente a Dallas Mavericks, para acabar su carrera en Milwaukee Bucks, a los 35 años, y tras 15 temporadas entre los grandes.
Finalmente el 7 de abril de 2008 es elegido para el prestigioso Basketball Hall of Fame, reconocimiento que se le había resistido quizá por no haber conseguido nunca un anillo de campeón y por su trayectoria profesional, sin llegar a asentarse en ningún equipo (a pesar de que en Utah permaneció 7 años). A lo largo de su carrera promedió 24,3 puntos y 5,7 rebotes.

## Estadísticas de su carrera en la NBA
|  | Líder de la liga |

### Temporada regular
| Año      | Equipo      | PJ  | PT  | MPP  | %TC  | %3P  | %TL  | RPP | APP | ROB | TPP | PPP  |
| -------- | ----------- | --- | --- | ---- | ---- | ---- | ---- | --- | --- | --- | --- | ---- |
| 1976-77  | Buffalo     | 77  | –   | 36.6 | .520 | –    | .818 | 7.6 | 1.9 | 1.2 | .2  | 20.3 |
| 1977-78  | Indiana     | 23  | –   | 41.2 | .499 | –    | .787 | 9.4 | 2.8 | 2.1 | .7  | 26.5 |
| 1977-78  | L.A. Lakers | 56  | –   | 35.4 | .520 | –    | .801 | 7.2 | 3.4 | 1.3 | .1  | 19.4 |
| 1978-79  | L.A. Lakers | 60  | –   | 29.6 | .510 | –    | .854 | 5.7 | 2.3 | 1.1 | .2  | 17.3 |
| 1979-80  | Utah        | 68  | –   | 39.3 | .576 | .000 | .842 | 7.6 | 2.8 | 1.4 | .2  | 28.0 |
| 1980-81  | Utah        | 80  | –   | 42.7 | .559 | .286 | .806 | 6.4 | 4.0 | 1.4 | .2  | 30.7 |
| 1981-82  | Utah        | 81  | 81  | 39.8 | .570 | .333 | .792 | 6.3 | 4.0 | 1.2 | .2  | 30.3 |
| 1982-83  | Utah        | 22  | 22  | 40.3 | .580 | –    | .847 | 6.4 | 4.8 | .9  | .0  | 30.7 |
| 1983-84  | Utah        | 79  | 79  | 37.8 | .558 | .250 | .859 | 5.7 | 3.9 | .8  | .1  | 30.6 |
| 1984-85  | Utah        | 55  | 46  | 35.8 | .531 | –    | .804 | 5.9 | 3.4 | 1.0 | .1  | 26.6 |
| 1985-86  | Utah        | 76  | 75  | 36.1 | .563 | .091 | .791 | 5.2 | 3.5 | .8  | .1  | 29.8 |
| 1986-87  | Detroit     | 81  | 81  | 33.8 | .534 | .167 | .812 | 4.1 | 2.0 | .8  | .1  | 21.5 |
| 1987-88  | Detroit     | 69  | 50  | 31.1 | .514 | .000 | .860 | 3.3 | 2.5 | .6  | .1  | 20.0 |
| 1988-89  | Detroit     | 42  | 42  | 31.9 | .521 | –    | .839 | 3.9 | 2.2 | .5  | .1  | 18.4 |
| 1988-89  | Dallas      | 31  | 25  | 34.9 | .462 | .000 | .776 | 4.9 | 2.5 | .6  | .2  | 20.3 |
| 1989-90  | Dallas      | 45  | 45  | 28.9 | .477 | .000 | .787 | 3.8 | 1.8 | .4  | .2  | 14.7 |
| 1990-91  | Milwaukee   | 10  | 0   | 12.6 | .380 | .333 | .692 | 1.3 | .9  | .5  | .0  | 5.7  |
| Total    | Total       | 955 | 546 | 35.8 | .540 | .171 | .818 | 5.7 | 3.0 | 1.0 | .2  | 24.3 |
| All-Star | All-Star    | 6   | 5   | 21.7 | .426 | –    | .895 | 3.8 | 1.2 | 1.0 | .0  | 10.5 |

### Playoffs
| Año   | Equipo      | PJ | PT | MPP  | %TC  | %3P  | %TL  | RPP | APP | ROB | TPP | PPP  |
| ----- | ----------- | -- | -- | ---- | ---- | ---- | ---- | --- | --- | --- | --- | ---- |
| 1978  | L.A. Lakers | 3  | –  | 34.7 | .571 | –    | .647 | 8.3 | 3.7 | 1.7 | 1.0 | 17.0 |
| 1979  | L.A. Lakers | 8  | –  | 29.5 | .562 | –    | .788 | 4.1 | 1.4 | .8  | .1  | 17.6 |
| 1984  | Utah        | 11 | –  | 41.3 | .504 | –    | .863 | 7.5 | 4.2 | .9  | .1  | 32.2 |
| 1985  | Utah        | 10 | 10 | 39.8 | .523 | .000 | .779 | 7.5 | 2.0 | 1.6 | .0  | 25.3 |
| 1987  | Detroit     | 15 | 15 | 33.3 | .539 | –    | .775 | 4.5 | 2.3 | .9  | .0  | 20.5 |
| 1988  | Detroit     | 23 | 23 | 35.0 | .524 | .000 | .787 | 4.7 | 2.0 | .8  | .0  | 19.4 |
| 1991  | Milwaukee   | 3  | 0  | 6.3  | .143 | –    | .750 | 1.3 | .0  | .0  | .0  | 1.7  |
| Total | Total       | 73 | 48 | 34.5 | .525 | .000 | .796 | 5.4 | 2.3 | .9  | .1  | 21.3 |

## Logros personales
- Rookie del año en 1976.
- Máximo anotador de la NBA en 2 ocasiones.
- 6 veces All Star (1980–1982, 1984–1986).
- Elegido en 2 ocasiones en el segundo mejor quinteto de la liga (1981, 1984).
- Miembro del Basketball Hall of Fame.